# 伊莉莎白·奇樂格魯
伊莉莎白·奇樂格魯（英語：Elizabeth Killigrew，1622年5月16日—1680年12月），夏儂子爵夫人（Viscountess Shannon），也是英國國王查理二世的王室情婦。

## 生平
1639年伊莉莎白與法蘭西斯·博伊爾結婚，而後成為流亡中的亨利埃塔·瑪麗亞王后的榮譽女僕（Maid of honour，宮廷女官中最初級），也成為王后的兒子──未來的查理二世──的情婦。
1650年伊莉莎白與查理二世之間生下一個女兒：夏洛特·傑米瑪·亨利埃塔·瑪麗亞·斐茲洛伊。